# Waynoka
Waynoka is een plaats (city) in de Amerikaanse staat Oklahoma, en valt bestuurlijk gezien onder Woods County.

## Demografie
Bij de volkstelling in 2000 werd het aantal inwoners vastgesteld op 993.
In 2006 is het aantal inwoners door het United States Census Bureau geschat op 911, een daling van 82 (-8,3%).

## Geografie
Volgens het United States Census Bureau beslaat de plaats een oppervlakte van
2,5 km², geheel bestaande uit land.

## Plaatsen in de nabije omgeving
De onderstaande figuur toont nabijgelegen plaatsen in een straal van 36 km rond Waynoka.